# Раннее распространение христианства на Руси
Христианство имело ограниченное распространение на Руси до официального Крещения Руси при князе Владимире Святославиче. Процесс постепенного проникновения христианства начался в IX веке. С середины — третьей четверти X века этот процесс фиксируется в археологических материалах.

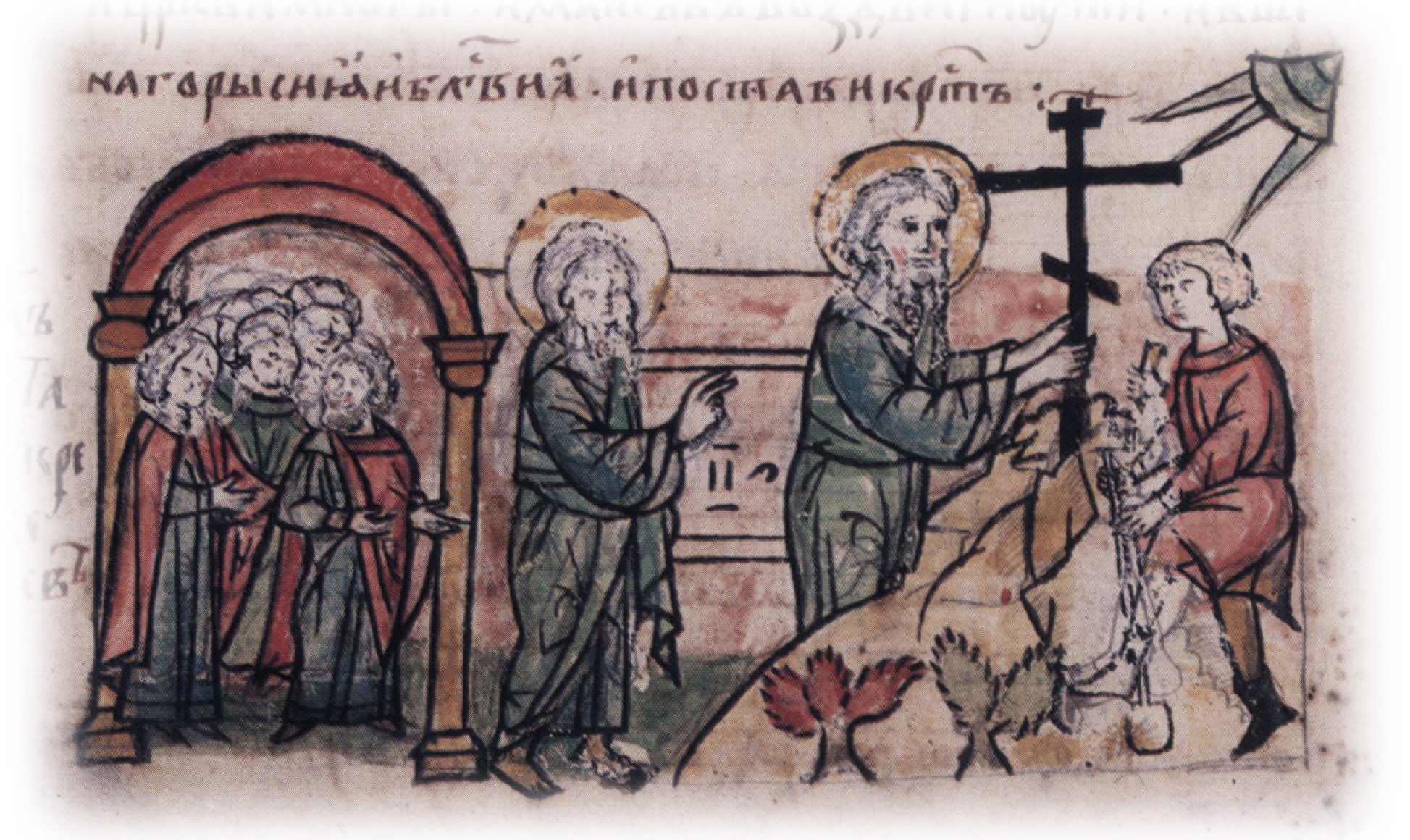
Приход апостола Андрея с учениками к месту основания Киева; благословение Андреем этого места и воздвижение креста на высоком берегу Днепра. Миниатюра из Радзивилловской летописи, конец XV века

В полностью легендарном сказании, приведённом в «Повести временных лет» и в пространной редакции Пролога под 30 ноября («Слово о проявлении Крещения Рускыя земля святаго апостола Андрея, како приходил в Русь»; летопись была источником проложной версии), принятие христианства на территории будущей Руси связано с апостолом Андреем Первозванным, который, согласно этим источникам совершил путешествие на территорию Руси и благословил место будущего Киева, воздвиг крест, а затем отправился в землю словен, на место будущего Новгорода. Основу Сказания составляет представление, согласно которому апостольским уделом Андрея была Скифия. Предание было окончательно оформлено в Византии в первой половине IX века в значительной мере благодаря Житию апостола Андрея монаха Епифания (между 815 и 843). Сказание в «Повести временных лет» имеет вставной характер, противореча летописной статье 983 года, согласно которой на Руси не было апостольской проповеди. О том же сказано и в рассказе о крещении киевлян под 988 годом. То же в «Слове о законе и благодати» будущего митрополита Илариона середины XI века и в «Чтении о житии и погублении блаженную страстотерпцу Бориса и Глеба» Нестора Печерского.
Обращение в христианство было стандартной практикой Византии в отношениях с воинственными народами-язычниками. В IX веке попытки христианизации предпринимались в отношении Великой Моравии (862) и Болгарии (864—920). Путём крещения правящей верхушки Византия, в частности, стремилась закрепить государства язычников в своей сфере влияния и уменьшить опасность военных конфликтов на своих границах.
Крещение военных дружин русов («росов») в период их походов на Южное и Северное Причерноморье в конце VIII — первой половине IX века известны из Жития Георгия Амастридского и Жития Стефана Сурожского, в первоначальном виде созданного в VIII веке. Степень достоверности сведений этих источников о христианизации Руси является дискуссионной. По мнению ряда исследователей, данные сведения из Жития Георгия представляют собой позднейшую интерполяцию. Упоминание русского войска под предводительством новгородского князя Бравлина присутствует лишь в русском варианте Жития Стефана XIV века, тогда как рассказ о нападении на Сурож и последующем чуде возник, предположительно, на стадии редактирования памятника в конце X века. О наличии уже в данный период в среде восточных славян христиан сообщает исламский географ Ибн Хордадбех, автор географического труда «Книга путей и стран», где говорится о товарах и маршрутах русских купцов, которых автор понимает как «разновидность славян». Они именовали себя христианами и на территории Халифата уплачивали подушную подать (джизью) в качестве иноверцев. Это сообщение относится исследователями к 830-м — 840-м годам.

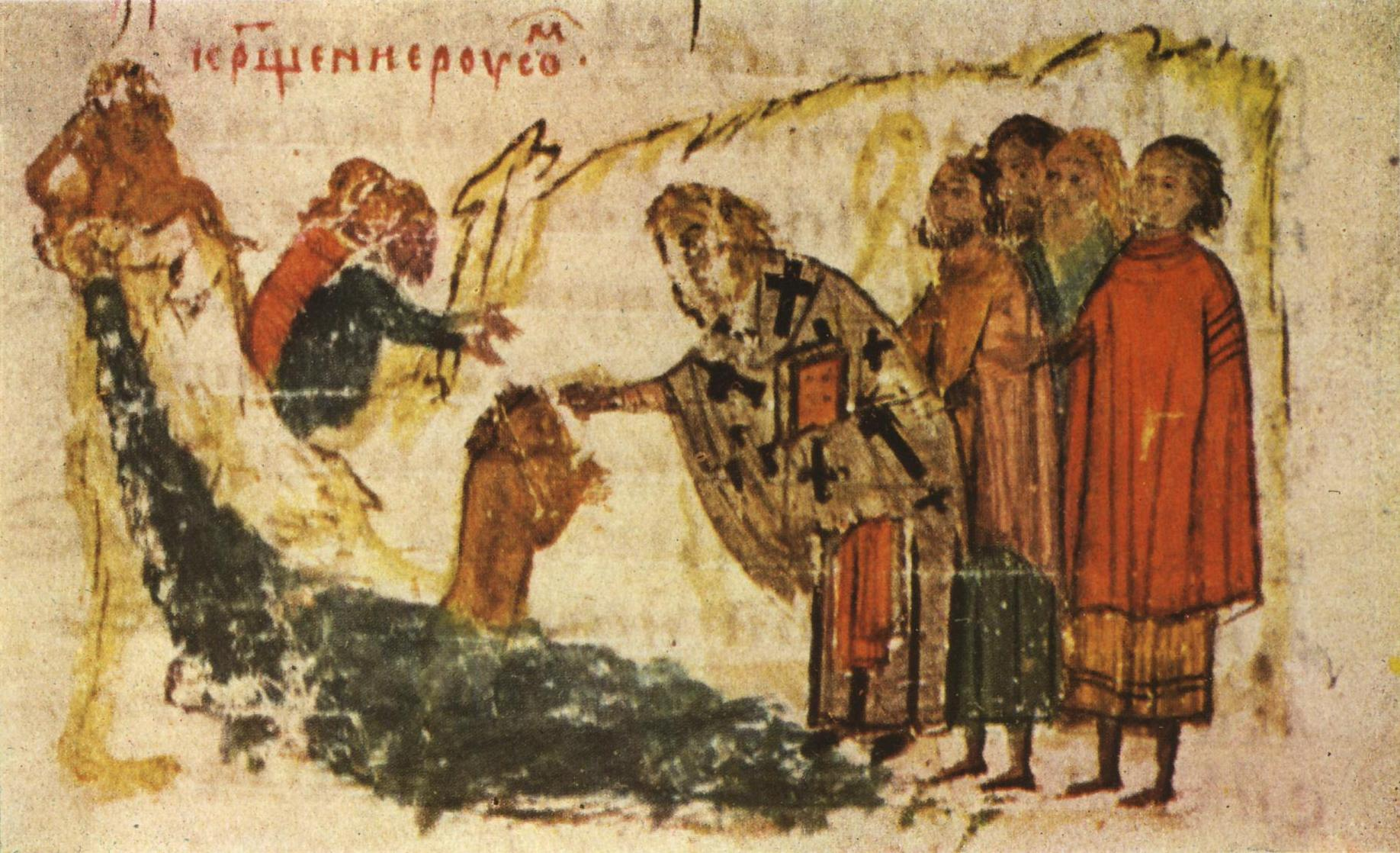
«Крещение русов». Миниатюра из Московского списка 1345 года среднеболгарского перевода хроники Константина Манассия

Масштабный поход руси на Константинополь летом 860 года принято связывать с первым крещением Руси. Русы жестоко разграбили окрестности Константинополя. Нападение наблюдал патриарх Фотий I, описавший эти события в гомилиях «На нашествие росов». Чтобы защитить столицу, вдоль её стен был проведён крестный ход с облачением Богородицы. В результате русы ушли в отступление, и спустя некоторое время, как записано в хронике Продолжателя Феофана (около 950), прислали посольство с просьбой крестить их. В «Окружном послании» (866/867), адресованном восточным патриархам, Фотий писал, что русы «переменили языческую и безбожную веру, в которой пребывали прежде, на чистую и неподдельную религию христиан» и поставили себя «в положение подданных и гостеприимцев вместо недавнего разбоя и великого дерзновения против нас»; что русы приняли «у себя епископа и пастыря и с великим усердием и старанием предаются христианским обрядам».
«Повесть временных лет» ошибочно относит поход руси 860 года на Константинополь к 866 году и сообщает, что его возглавляли киевские князья Аскольд и Дир. Над могилой Аскольда, предположительно, во второй половине XI века был поставлен храм во имя Николая Чудотворца. Это дало почву для предположений, что Аскольду и Диру принадлежала идея крещения Руси. В Никоновской летописи XVI века, которая соединила различные источники, Аскольду и Диру приписано несколько походов на Царьград, а также содержится сообщение о крещения Руси при «князи Рустемъ Осколде», в достоверности которого многие исследователи, однако, сомневаются.
Крещение сопровождалось созданием на Руси епископии или архиепископии, которая впоследствии погибла. Ю. М. Брайчевский называл это событие Аскольдово крещение. По его мнению, отсутствие в иностранных источниках сведений о крещении Руси при Владимире было связано с тем, что впервые официальный акт введения христианства на Руси произошёл в 860 году. После убийства Аскольда в 882 году христианство перестало быть государственной религией, но с точки зрения других стран Русь оставалась христианской страной.
В поздней византийской традиции крещение Руси приписывается императору Василию I Македонянину (867—886) и патриарху Игнатию (847—858, 867—877). «Жизнеописание императора Василия», которое составил, предположительно, в середине X века внук последнего Константин VII Багрянородный, Василий представлен как просветитель славян, в частности, «щедрыми раздачами золота, серебра и шелковых одеяний он также склонил к соглашению неодолимый и безбожный народ росов, заключил с ними мирные договоры, убедил приобщиться к спасительному крещению и уговорил принять рукоположенного патриархом Игнатием архиепископа, который, явившись в их страну, стал любезен народу…». Затем приведено повествование о чуде неопалимого Евангелия: по просьбе русов книга была брошена проповедником в костер, а когда пламя погасло, она осталась невредимой. Испугавшись этого знамения, язычники крестились. Это «второе» крещение русов исследователями обычно относится ко времени около 874 года.

В правление Василия Македонянина уверовали росы. Хотя они и пообещали царю [креститься], однако хотели [увидеть] знак. Когда же царь отправил туда архиерея, они велели ему бросить евангелие в огонь. О, как чудны дела твои, Господи! Огонь был зажжён. Царь (Вероятно, ошибка. Должно быть — архиерей) воздев руки к небу, посмотрел и сказал: «яви своё имя, Христе Господи». Святое евангелие было положено в огонь, и, побыв некоторое время в пламени, было извлечено совершенно невредимым. Видевшие это варвары испугались; поэтому и все были крещены.
Связь первого и второго крещений учёными рассматривается с разных точек зрения. М. В. Левченко, О. М. Рапов и М. В. Бибиков считали, эти события результатом различных миссий. М. С. Грушевский и В. А. Пархоменко предполагали, что в результате первого крещения была христианизирована гипотетическая Причерноморская Русь, в результате второго — Киевская Русь. По мнению Е. Е. Голубинского, Л. Мюллера, А. В. Назаренко и Ю. А. Артамонова, Константин Багрянородный приписал своему деду заслугу Михаила III. Об участии патриарха Фотия в христианизации Руси может свидетельствовать заглавие Церковного устава Владимира («Устав князя Владимира о десятинах, судах и людях церковных») XI—XII веков, согласно которому князь Владимир Святославич «усприял есмь крещение святое от… Фотея патриарха».
В первых известных русско-византийских договорах 907 и 911 годов, заключённых при киевском князе Олеге, тексты которых сохранены в составе «Повести временных лет», русь-язычники последовательно противопоставлены грекам-христианам. При заключении договора 907 года русь-язычники во главе с князем Олегом клялись собственным оружием и «Перуном богом своим и Волосом скотьим богом». В тексте договора 911 года языческая русь также противопоставлена «христианам»-грекам: «любовь бывшую межи хрестьяны и Русью», «аще убьет или хрестьанина русин или хрестьянин русина» и др.

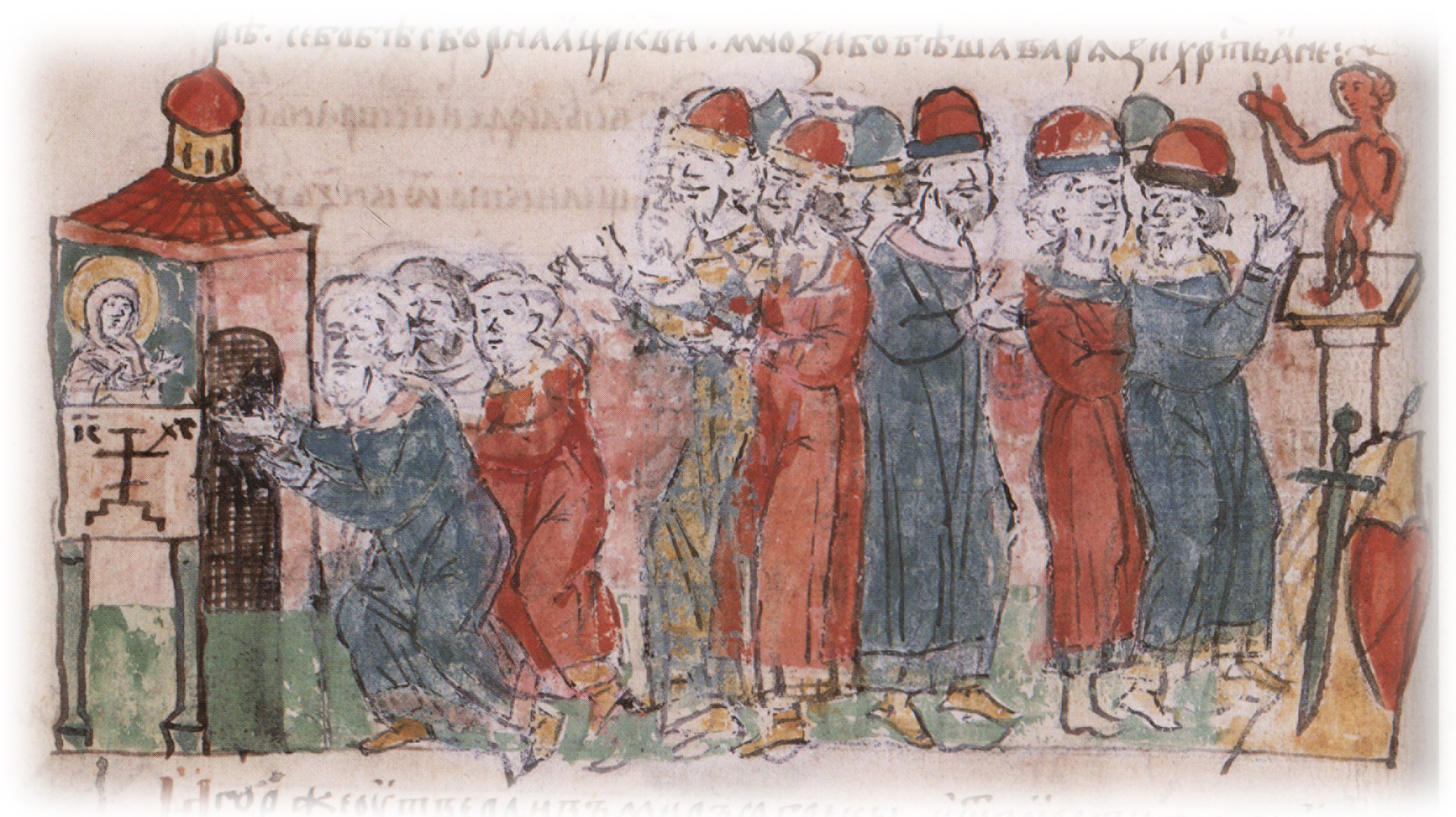
Присяга Игоря и его мужей-язычников на холме перед фигурой Перуна, а христиан — у церкви святого Илии. Миниатюра из Радзивилловской летописи, конец XV века

Но уже Русско-византийский договор 944 года, заключенный при князе Игоре предусматривал для руси как языческую клятву, принесённую Игорем и частью его знати на оружии и золоте перед Перуном, так и христианскую. Последнюю принесла «крещеная русь» в соборной церкви пророка Илии в Киеве. По мнению Яны Малингуди и А. П. Толочко, летописец ошибся с местонахождением этой церкви, и христианская русь присягала в дворцовой церкви святого Илии в Констанинополе. Согласно Ю. А. Артамонову, эта гипотеза не подтверждается источниками и противоречит прямому указанию «Повести временных лет», что клятва приносилась в присутствии византийских послов, которые прибыли в Киев.

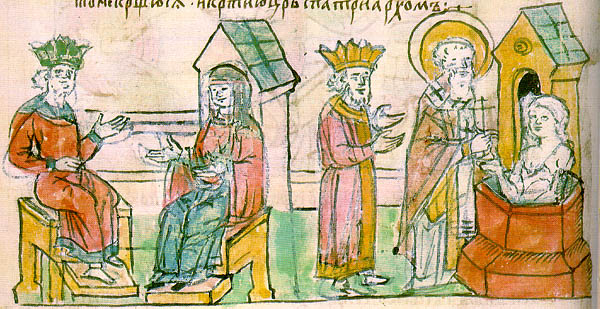
Крещение Ольги в Царьграде. Миниатюра из Радзивилловской летописи, конец XV века

В 957 году крестилась княгиня Ольга; предлагаются и другие даты этого события. В 957 году Ольга с большим посольством нанесла в Константинополь официальный визит, известный по описанию придворных церемоний императором Константином Багрянородным в сочинении «Церемонии», причём её сопровождал священник Григорий. Император именует Ольгу правителем (архонтиссой) Руси, имя её сына Святослава (в перечислении свиты указаны «люди Святослава») упоминается без титула. Ольга добивалась крещения и признания Византией Руси как равной христианской империи. При крещении она получила имя Елена. Однако, по мнению ряда историков, о союзе удалось договориться не сразу. В 959 году Ольга приняла греческое посольство, но отказалась послать в помощь Византии войско. В том же году она отправила послов к германскому императору Оттону I с просьбой прислать епископов и священников и учредить церковь на Руси. Эта попытка сыграть на противоречиях между Византией и Германией оказалась успешной, и Константинополь пошёл на уступки, заключив взаимовыгодный договор, а германское посольство во главе с епископом Адальбертом Магдебургским вернулось назад ни с чем, а некоторые из его участников были убиты. В 960 году в помощь грекам отправилось русское войско, воевавшее на Крите против арабов под руководством будущего императора Никифора Фоки.
Макарий (Булгаков), Е. Е. Голубинский, А. В. Карташёв и др. считали, что прохристианская политика проводилась киевским князем Ярополком Святославичем. Это предположение основано преимущественно на некоторых поздних источниках XVI—XVIII веков. Никоновская летопись под 978/979 годом упоминает о прибытии к Ярополку послов «из Рима от папы». По предположению А. В. Назаренко, этот текст может быть отголоском русско-немецкого союза 1070-х годов, в результате которого был заключён брак Ярополка и внучки Оттона I и на Руси появились немецкие миссионеры. Василий Татищев, основываясь на Иоакимовской летописи, которая известна только по выпискам из неё самого Татищева и подлинность которой спорна, характеризует Ярополка кротким, милостивым и любящим христиан, что явилось причиной его непопулярности в среде дружинников и в итоге поражения в противоборстве с его братом Владимиром Святославичем. Пискаревский летописец начала XVII века сообщает: «Бысть княжения Ярополча 50 лет, а во крещении княжив 17», что вступает в противоречие с «Повестью временных лет», под 1044 годом содержащей свидетельство, что Ярослав Мудрый распорядился выкопать и крестить останки Ярополка.

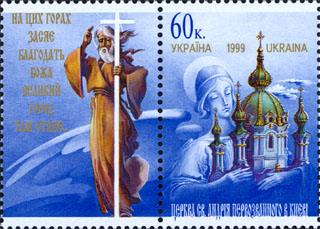
«Церковь святого Андрея Первозванного в Киеве», почтовый блок Украины, 1999

Данные археологии подтверждают начало распространения христианства на Руси до официального акта крещения. Начало христианизации Руси документируется распространением христианских древностей — крестов-привесок (нательных крестов), свечей и др. — в основном в дружинных погребальных комплексах. Они фиксируются уже с середины — третьей четверти X века в сети узловых пунктов Древнерусского государства — в городах и на погостах (дружинных центрах и торгово-ремесленных поселениях): в Киеве, Гнёздове (вблизи Смоленска), Шестовице (в районе Чернигова), Тимерёве (под Ярославлем) и др. Известны монеты (византийские с христианскими изображениями и восточные, саманидские дирхемы) с нанесёнными на них (на Руси) граффити, передающими крест и молот Тора. Такие византийские монеты носились как иконы. Кроме того, кресты вырезались из дирхемов. Граффити в виде крестов и молоточков Тора могли изображаться на бытовых предметах. Для начальной стадии христианизации (середина — вторая половина X века) характерны крестовидные подвески из листового серебра, включая вырезанные из дирхемов. Они обнаружены в Гнёздове, Киеве, Тимерёве, на территории Искоростеня, в некрополе Пскова. Потоки монет на международных путях контролировала и распределяла княжеская дружина, религия которой становилась синкретичной. Эту дохристианскую эпоху, в отличие от более поздней, по мнению историка В. Я. Петрухина, и можно считать периодом «двоеверия».